# 喜多方郵便局
喜多方郵便局（きたかたゆうびんきょく）は福島県喜多方市にある郵便局。民営化前の分類では集配普通郵便局であった。

## 概要
住所：〒966-8799 福島県喜多方市惣座宮2798

## 沿革
- 1872年（明治5年）旧8月 - 小田付（おだづき）郵便取扱所として開設[1]。
- 1875年（明治8年）
  - 1月1日 - 小田付郵便局となる。同日、為替取扱を開始。
  - 10月 - 喜多方郵便局に改称。
- 1879年（明治12年）6月 - 貯金取扱を開始。
- 1891年（明治24年）2月1日 - 喜多方郵便電信局となる。
- 1903年（明治36年）4月1日 - 通信官署官制の施行に伴い喜多方郵便局となる。
- 1920年（大正9年）10月1日 - 特設電話を普通電話に変更[2]。
- 1941年（昭和16年）
  - 2月1日 - 官制改正により特定郵便局となる。
  - 10月20日 - 特定郵便局から普通郵便局に局種別改定[3]。
- 1949年（昭和24年）6月1日 - 逓信省が郵政省と電気通信省に分割するのに伴って、喜多方郵便局と喜多方電報電話局に分割[4]。
- 1957年（昭和32年）3月16日 - 会津豊川簡易郵便局から貯金業務を移管[5]。同日、関柴簡易郵便局の廃止に伴い、取扱事務を承継[6]。
- 1960年（昭和35年）10月1日 - 会津豊川簡易郵便局の廃止に伴い、取扱事務を承継。
- 1968年（昭和43年）12月17日 - 豊川簡易郵便局の廃止に伴い、取扱事務を承継。
- 1978年（昭和53年）8月28日 - 喜多方市沼田から、同市惣座の宮に局舎を新築、移転。
- 1989年（平成元年）
  - 3月31日 - 岩月郵便局の廃止に伴い、取扱事務を承継。
  - 9月11日 - 熊倉郵便局から集配業務の一部[7]を移管。
- 1998年（平成10年）9月1日 - 外国通貨の両替および旅行小切手の売買に関する業務取扱を開始。
- 2007年（平成19年）10月1日 - 民営化に伴い、併設された郵便事業喜多方支店に一部業務を移管。
- 2012年（平成24年）10月1日 - 日本郵便株式会社発足に伴い、郵便事業喜多方支店を喜多方郵便局に統合。
- 2016年（平成28年）3月22日 - 熱塩加納郵便局から集配業務を移管。

## 取扱内容
- 郵便、印紙、ゆうパック、内容証明
- 貯金、為替、振替、振込、国際送金、国債、投資信託
- 生命保険、バイク自賠責保険、自動車保険
- ゆうちょ銀行ATM
- 喜多方市内の一部地域（〒966-00xx、〒966-08xx、〒966-09xx、〒966-01xx）の集配業務
- ゆうゆう窓口

## 周辺
- 福島県立喜多方病院
- 喜多方市役所
- 喜多方市厚生会館
- 福島県立喜多方高等学校
- 喜多方市立第一小学校
- 田付川

## アクセス
- JR磐越西線 喜多方駅から徒歩約21分
- 会津バス 新道停留所下車
- 磐越自動車道 会津若松ICから北へ約16km
- 国道459号沿い
- 駐車場あり：15台